# Ellen Delp
Ellen Delp (auch Ellen Delmari-Delp, eigentlich Ellen Krafft-Delmari, geborene Schachian; geb. 9. Februar 1890 in Leipzig; gest. 25. Februar 1990 auf der Insel Reichenau) war eine deutsche Schriftstellerin und Schauspielerin.

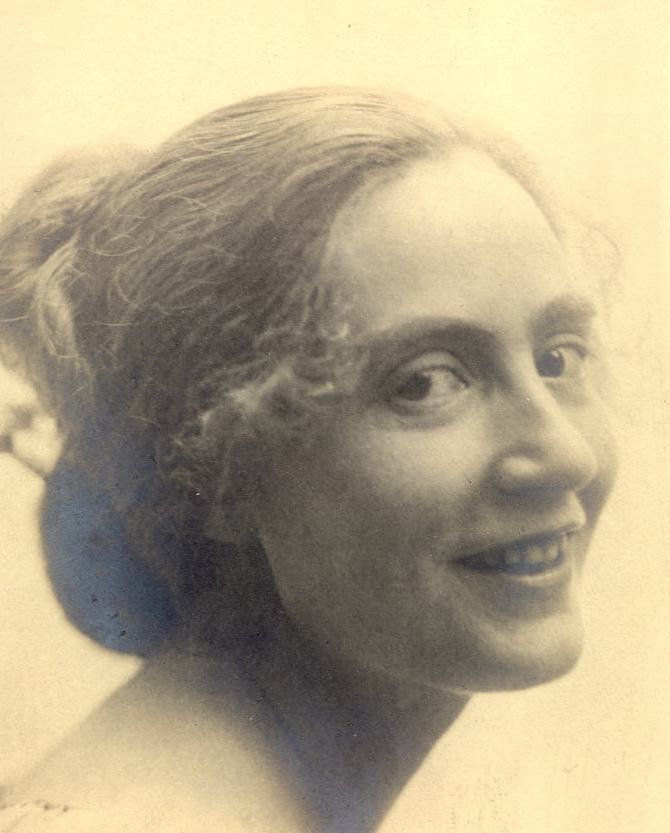
Ellen Delp (1917)

## Leben
Delp studierte Literatur und Kunstgeschichte in Leipzig, Wien und München und hatte seit jener Zeit Zugang zu Künstlerkreisen, beispielsweise um Max Reinhardt. Als „Wahltochter“ von Lou Andreas-Salomé wurde sie mit zahlreichen Persönlichkeiten aus deren Umfeld bekannt, darunter Hugo von Hofmannsthal, Thomas Mann, Gerhart Hauptmann, Sigmund Freud und Rainer Maria Rilke. Durch Rilke lernte sie um 1914 die Schriftstellerin Regina Ullmann kennen, mit der sie eine lebenslange Freundschaft verband und deren Biografin sie wurde. Auch mit Käthe Braun-Prager und Ruth Fritzsche-Rilke war sie befreundet.
Als Schauspielerin wirkte sie beispielsweise in der Hauptrolle von Hauptmanns Hanneles Himmelfahrt. Als Schriftstellerin wurde sie als Verfasserin von Gedichten und Novellen bekannt. Einen „Durchbruch“ als Schriftstellerin hat Delp nie erlebt, sie fand aber Anerkennung in Literaturkreisen. Ihr Nachlass befindet sich in der Münchner Monacensia.
1928 heiratete Delp den Wiener Hofrat Friedrich Krafft und lebte in einem Wiener Palais, auf den Gütern ihres Mannes in Siebenbürgen und später auf der Insel Reichenau.
Sie verstarb hundertjährig im Haus Eilandfrieden auf Reichenau.

## Werke

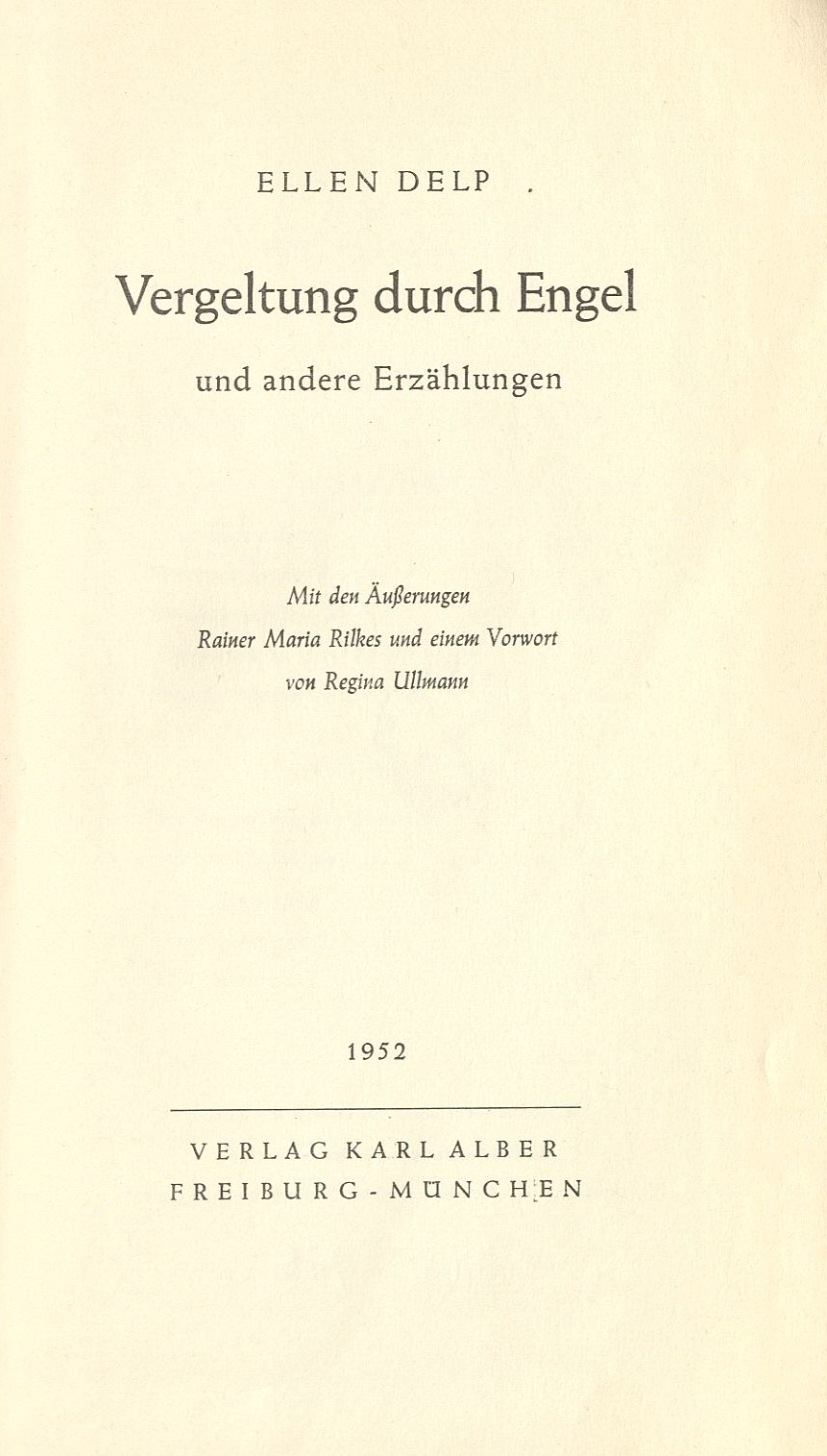
Vergeltung durch Engel (1952)

- Vergeltung durch Engel und andere Erzählungen. Freiburg i. Br./München 1952. Weitere Ausgabe: Vergeltung durch Engel. Novelle. Salzburg 1968.
- Im Angesichte des Sommers. Novelle. Alber, Freiburg i. Br./München 1955
- Regina Ullmann. Eine Biographie der Dichterin. Mit erstmalig veröffentlichten Briefen, Bildern und Faksimiles aus dem Besitze von Regina Ullmann und Ellen Delp. Benziger, Einsiedeln u. a. 1960.
- Der Blumenkorb. Novelle. Freiburg i. Br./München 1968.
- Der Träumende. Novelle. Freiburg i. Br./München 1971.

Briefe
- Rainer Maria Rilke: Briefwechsel mit Regina Ullmann und Ellen Delp. Hrsg. Walter Simon. Frankfurt am Main 1987.